# Hypoestes cinerea
Hypoestes cinerea är en akantusväxtart som beskrevs av Hedren. Hypoestes cinerea ingår i släktet Hypoestes och familjen akantusväxter. Inga underarter finns listade i Catalogue of Life.